# Бруно Абаканович
Бруно Абданк-Абаканович (пол. Bruno Abdank-Abakanowicz; 6 жовтня 1852, Вількомир, Ковенської губернії, Російської імперії (нині м.Укмерге, Литва) — 29 серпня 1900, Сен-Мор-де-Фоссе, передмістя Парижа) — російський і польський математик, інженер-електротехнік, мостобудівник.

## Біографія

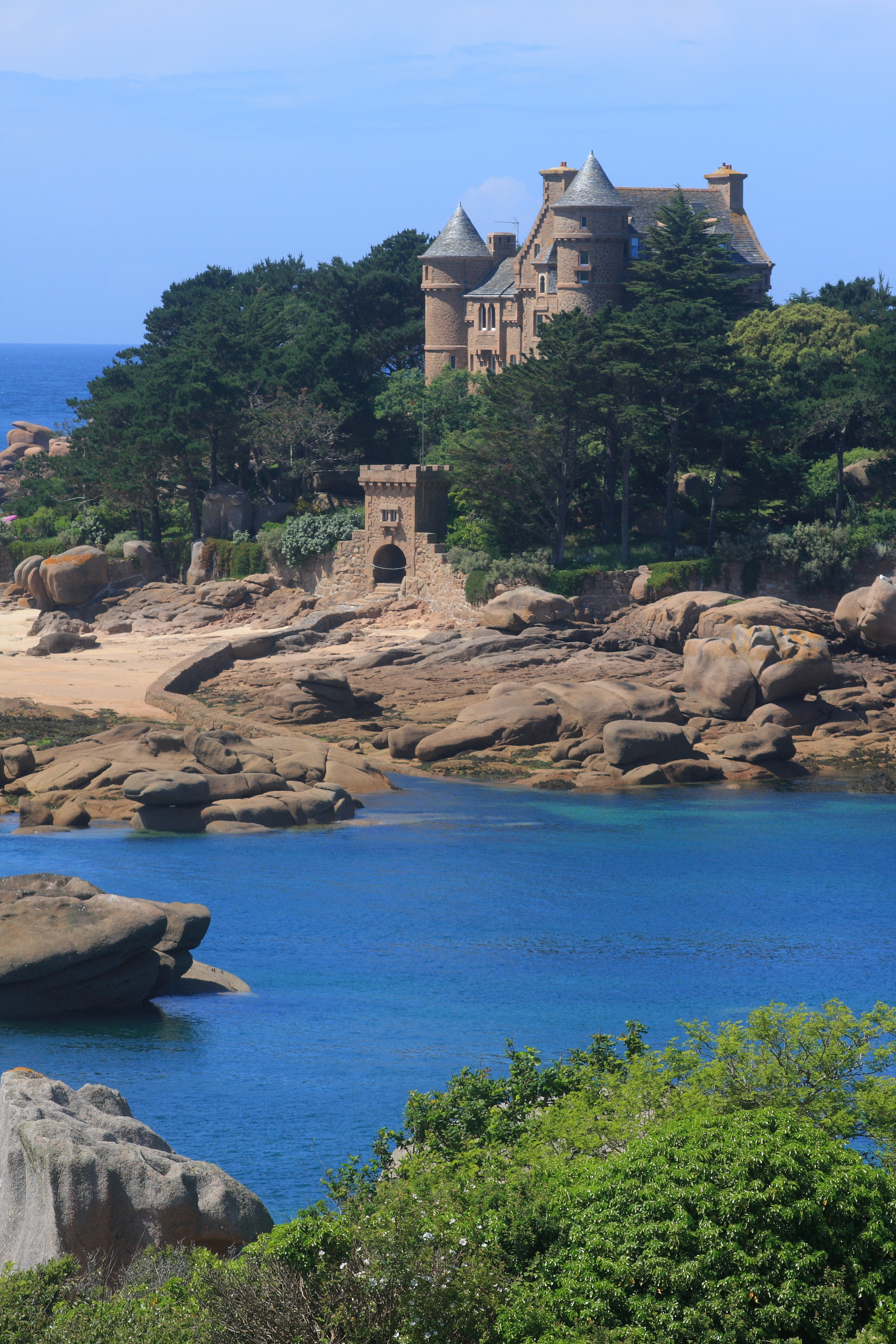
Замок «Château de Costaérès», збудований Б.Абакановичем

Представник шляхетського роду Абданк татарського походження.
Випускник ризької політехнічної школи (Das Baltische Polytechnikum zu Riga), отримав спеціальність інженера мостобудування та доріг. Потім пройшов габілітацію в галузі механіки у Львівській Політехнічній школі та у 1876—1881 році був у ній приват-доцентом ; читав лекції з нарисної геометрії та статики, будівельної механіки.
З 1881 оселився в Парижі, де займався електротехнікою; створив підприємство із виробництва міського електромеханічного обладнання.
З 1878 співпрацював з журналом «Нива», опублікував ряд статей у галузі природничих наук та промисловості. З 1900 року вів розділ наукової хроніки журналу «Атенеум».
У 1889 році він представляв США на Всесвітній виставці в Парижі .
У 1889 році був нагороджений Орденом Почесного легіону .
Як великий аматор живопису та мистецтва допомагав польському художнику А. Ґеримському. Підтримував тісні дружні стосунки з письменником Генриком Сенкевичем .
Жив у власній віллі в передмісті Парижа — Сен-Мор-де-Фоссе і в побудованому за власним проектом замку Château de Costaérès на острівці в Перрос-Гірек (Франція).

## Винахідницька діяльність
Б.Абакановичу належить низка винаходів, серед інших:
- Інтеграф, пристрій є різновидом Інтегратора і використовуваний для розрахунку чисельних значень інтегралів за допомогою графічного методу (запатентований в 1880),
- Параболограф
- електричний дзвінок призначений для використання на залізничних лініях
- електричну лампу власної системи та інші.

## Вибрані публікації
- Zarys statyki wykreślnej (1876),
- Integrator, krzywa całkowa i jej zastosowanie w mechanice budowniczej,
- Nowe drogi nauki i przemysłu (1878),
- Integrator (1880),
- Integrator. Krzywa całkowa i jej zastosowania w mechanice budowniczej (1880),
- Integratory (1882),
- Про новий integrameterze (1882),
- Nowy sposób budowy zwojow do machin dynamo-elektrycznych (1884) та інших.